# Anastasia la Patrizia
Anastasia la Patrizia, o Anastasia di Alessandria (in latino Anastasia Patricia) (... – Scete, 576), era una dama di compagnia dell'imperatrice bizantina Teodora che si ritirò in Egitto come eremita; è venerata come santa.

## Biografia
Anastasia la Patrizia era la moglie di un consolare ("consul") e dama di compagnia dell'imperatrice bizantina Teodora, moglie di Giustiniano I. Quando l'imperatore cominciò a fare una corte sempre più pressante alla giovane donna, suscitando così la gelosia di Teodora, Anastasia cercando di evitare problemi partì per l'Egitto.
Giunta in un luogo chiamato Pempton, nei pressi di Alessandria d'Egitto, vi si fermò per fondare un monastero femminile che in seguito sarebbe stato chiamato col suo nome.
Dopo la morte di Teodora, avvenuta nel 548, Giustiniano tentò di convincere Anastasia a tornare a Costantinopoli, senza però ottenere alcun risultato a lui favorevole. Invece Anastasia si rimise in cammino dirigendosi a Scete, per cercare appoggio ed aiuto da parte dell'abate Daniele, igumeno nella locale abbazia.
Per salvaguardare l'incolumità e la sicurezza di Anastasia, Daniele la fece risiedere in una grotta, situata in un luogo appartato a vari chilometri di lontananza dalla cittadina e dal monastero; le fu concesso quindi di travestirsi come fosse un monaco per poter riprendere in tutta tranquillità la propria vita da eremita: questo in un momento storico in cui la vita interamente dedicata all'eremitaggio era concesso solamente agli uomini.
L'abate la rassicurò sul fatto che uno dei monaci avrebbe continuato costantemente a rifornita di acqua per le più immediate necessità, facendole pronta visita ogni settimana. Anastasia dimorò così in isolamento per almeno 28 anni.
Nel 576, consapevole del fatto che la sua dipartita fosse oramai prossima, scrisse una lettera per l'abate Daniele vergata su un pezzo di ceramica rotto e lo pose all'ingresso; il monaco, trovato l'ostraca lo consegnò all'abate e questi, saputo che la pia donna stava avvicinandosi alla morte, andò a trovarla per poterle dare la santa comunione e ascoltare le sue ultime parole e volontà.
Daniele rivelò in seguito tutti i dettagli della storia di Anastasia ad un proprio discepolo.

## Culto
Esiste una sua agiografia nel sinassario in lingua copta; per la Chiesa ortodossa, la Chiesa latina e le chiese di Rito orientale la sua festa cade il 10 marzo, mentre per la Chiesa copta il 26 del mese di Tobi, che corrisponde al 3 febbraio (4 negli anni bisestili).